# 横須賀市立森崎小学校
横須賀市立森崎小学校（よこすかしりつ もりさきしょうがっこう）とは、神奈川県横須賀市森崎にある市立小学校。

## 沿革
- 1969年（昭和44年）4月 - 横須賀市立公郷小学校の分校として開校。
- 1970年（昭和45年）4月 - 現校名として独立。
- 1980年（昭和55年） - 横須賀市立衣笠小学校、横須賀市立岩戸小学校、横須賀市立明浜小学校と共に横須賀市立大矢部小学校を分離。
- 2002年（平成14年） - 2学期制になる[1]。

## 通学区域
2014年度の通学区域は森崎である。
また、内川1丁目、佐原1～4丁目は他校の通学区域であるが、通うことができる。

## 進学先中学校
- 横須賀市立公郷中学校 - 森崎1丁目、2丁目（17番、22番～26番を除く）、4丁目35番
- 横須賀市立大矢部中学校 - 森崎2丁目17番、22番～26番、3丁目、4丁目（35番を除く）、5丁目、6丁目

また、公立学校選択制により、以下の学校も選択できる。
- 公郷中学校が通学区域の地域
  - 横須賀市立池上中学校
  - 横須賀市立衣笠中学校
  - 横須賀市立大矢部中学校
  - 横須賀市立不入斗中学校
  - 横須賀市立大津中学校
  - 横須賀市立久里浜中学校
- 大矢部中学校が通学区域の地域
  - 横須賀市立公郷中学校
  - 横須賀市立池上中学校
  - 横須賀市立衣笠中学校
  - 横須賀市立岩戸中学校
  - 横須賀市立久里浜中学校
  - 横須賀市立武山中学校
  - 横須賀市立大楠中学校

## 交通
- 京浜急行バス 市営住宅前バス停より徒歩5分